# Przybysław (stacja kolejowa)
Przybysław – zlikwidowana w 1989 roku wąskotorowa stacja kolejowa w Przybysławiu na linii kolejowej Sucha Wąskotorowa – Komorze, w powiecie jarocińskim, w województwie wielkopolskim, w Polsce. Przystanek należał do Jarocińskiej Kolei Powiatowej. Zaczynała się tutaj także wąskotorowa linia do Lgowa.